# Volckerinckhove
Volckerinckhove település Franciaországban, Nord megyében. Lakosainak száma 567 fő (2022. január 1.). Volckerinckhove Merckeghem, Bollezeele, Broxeele, Lederzeele, Millam, Rubrouck és Wulverdinghe községekkel határos.

## Népesség
A település népessége az elmúlt években az alábbi módon változott:
| Lakosok száma | 563  | 586  | 583  | 567  | 558  | 563  | 562  | 560  | 567  |
|               | 2013 | 2015 | 2016 | 2017 | 2018 | 2019 | 2020 | 2021 | 2022 |